# Johann Ahlich
Johann Ahlich, född omkring 1680, död 1743, var en tysk-svensk trädgårdsmästare.
Ahlich var en av Stockholms ledande trädgårdsmästare, och hans namn kan bland annat knytas till anläggandet av Tureholms slottsträdgård. Han gav 1722 ut Den Swenske Lust-, Örte- och Trä-Gården.